# Soul Jam
Soul Jam é o primeiro álbum de estúdio da banda portuguesa de rock e blues Wraygunn lançado em 2001 pela Editora NorteSul. Conta com a participação de Adolfo Luxuria Canibal, vocalista dos Mão Morta na canção Não Vou Perder a Alma. 

## Faixas
1. Get Up On Your Feet & Dance
2. Snapshot
3. W.G.
4. Lonely
5. Going Down
6. Gunn
7. Lava Love
8. Doctor PHD
9. Strange Days
10. Under My Skin
11. Love
12. Dope
13. Ain't Gonna Break My Soul
14. Não Vou Perder a Alma

## Formação
- Paulo Furtado (voz e guitarras),
- Raquel Ralha (voz),
- Selma Uamusse (voz),
- Sérgio Cardoso (baixo),
- Francisco Correia (sampler, gira-discos),
- Pedro Pinto (bateria),
- João Doce (percussão & bateria)